# Georges Picard (peintre)
 (novembre 2016).
Pour les articles homonymes, voir Picard (homonymie) et Georges Picard (homonymie).
Georges Gabriel Picard, dit Georges Picard, né le 23 décembre 1857 à Remiremont (Vosges), et mort le 25 janvier 1943 à Yzeures-sur-Creuse (Indre-et-Loire), est un peintre et illustrateur français.

## Biographie
Fils d’Abraham Picard et de son épouse, née Rosalie Gougenheimer, Georges Picard est issu d’une famille juive aisée. Son père est fabricant de broderies à Remiremont et Paris. Georges Picard est circoncis par Aron Levy, ministre-officiant à la synagogue d’Épinal, le 30 décembre 1857 à Remiremont sous le prénom hébreu de « Gabriel-Ṣevi, fils d'Abraham ». D'origine vosgienne, il achève ses études au lycée Charlemagne à Paris. En 1877, il entre à l'École des beaux-arts de Paris où il est l'élève de Jean-Léon Gérôme pendant deux ans. En 1879, il y est distingué par Paul Philippoteaux et collabore avec lui aux panoramas que l'artiste exécute aux États-Unis en 1885 et en 1887. Il expose au Salon de 1888.
En 1889, il réalise L'Automne et le Printemps pour le salon de l'Europe au casino de Monte-Carlo.
Il exécute les décorations de la galerie Lobau de l'hôtel de ville de Paris huit années durant, de 1891 à 1898 pour exécuter une allégorie à la gloire de Paris. Il étudie l'art de la fresque, technique qu'il mettra au service de Clarin qui réalise alors la décoration d'un hôtel particulier à Neuilly-sur-Seine.
Picard travaille successivement avec Henri Gervex et Alfred Stevens à un triptyque destiné à l'Exposition universelle de 1889. L'État lui achète Le Port du Havre au Salon de 1891.
Membre de la commission administrative des Beaux-arts, il intervient en faveur des travaux de son ami René Lalique pour le Salon de 1895. En 1905, il est chargé de décorer la salle à manger d'apparat et la salle des fêtes de l'ambassade de France à Vienne. Il livre un diorama figurant Le Château de Versailles et la Place de la Concorde et une fresque Les Plaisirs de la vie pour le Salon (aujourd'hui disparus). En 1906, il peint les plafonds du pavillon sud du Petit Palais à Paris.
Suivent une série de commandes, privées ou publiques : L'Apothéose de Paris pour le Colon Théâtre à Buenos Aires, une Allégorie du Vin pour l'hôtel de Monsieur Cochet à Reims, et L'Aurore, plafond de la salle des fêtes de la maison commune du 15e arrondissement de Paris.
Il peint une fresque pour le plafond de l'Opéra de Lille.
Georges Picard fut aussi un illustrateur pour de nombreux journaux et pour des livres. Il illustre notamment les Contes de Charles Perrault et plusieurs livres d'Alphonse Daudet ou de Charles Nodier.
René Lalique lui présente le photographe Paul Haviland, fils du créateur américain de la Porcelainerie Haviland. En 1925, Georges Picard et sa femme sont invités dans la propriété des Haviland à Yzeures-sur-Creuse. Son épouse, née Marie Joséphine Chypre, meurt en 1938 à Obernai. 
Il est promu officier de la Légion d’honneur.
Lors de l’invasion de l’Alsace en 1940, Georges Picard est expulsé de sa maison d’Obernai. Déporté avec d'autres familles juives, il est emmené à Lyon. Il survit à l'hôtel Regina et est retrouvé par Paul Haviland qui l'héberge chez lui à Yzeures. Il y meurt le 25 janvier 1943 d'un arrêt cardiaque.

## Illustrations
- Contes de Charles Perrault.
- Séraphine de Charles Nodier.
- Jean Sbogar de Charles Nodier.
- Inès de las Sierras de Charles Nodier.
- Paternité de Charles Nodier.
- Par une nuit d'amour d'Émile Zola.
- Contes d'Hiver d'Alphonse Daudet.
- Tartarin de Tarascon d'Alphonse Daudet.
- Trente ans de Paris d'Alphonse Daudet.
- Robert Helmont d'Alphonse Daudet.
- Trois souvenirs d'Alphonse Daudet.
- Verger fleuri d'Alphonse Daudet.
- Le Roi Apépi de Victor Cherbuliez.
- Le roi Candaule de Théophile Gautier.
- Roméo et Juliette au village de G. Keller.
- Madame Florant de Camille Bruno.
- L'Iliade de Homère.

Illustration Georges Picard
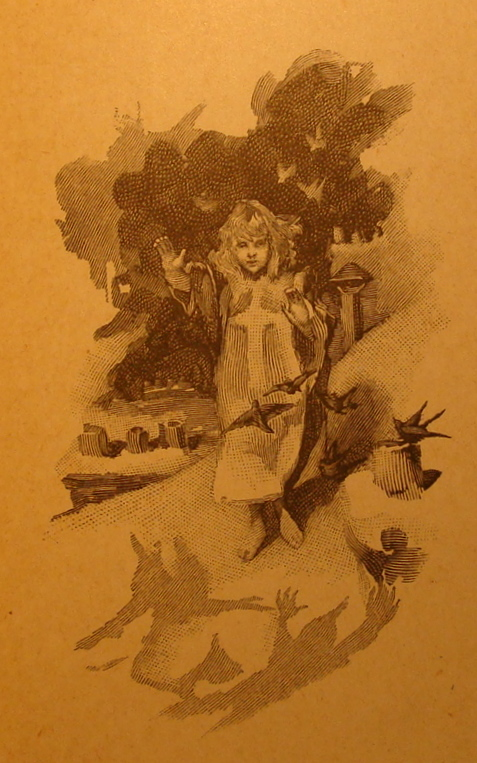
Contes d'hiver d'Alphonse Daudet.
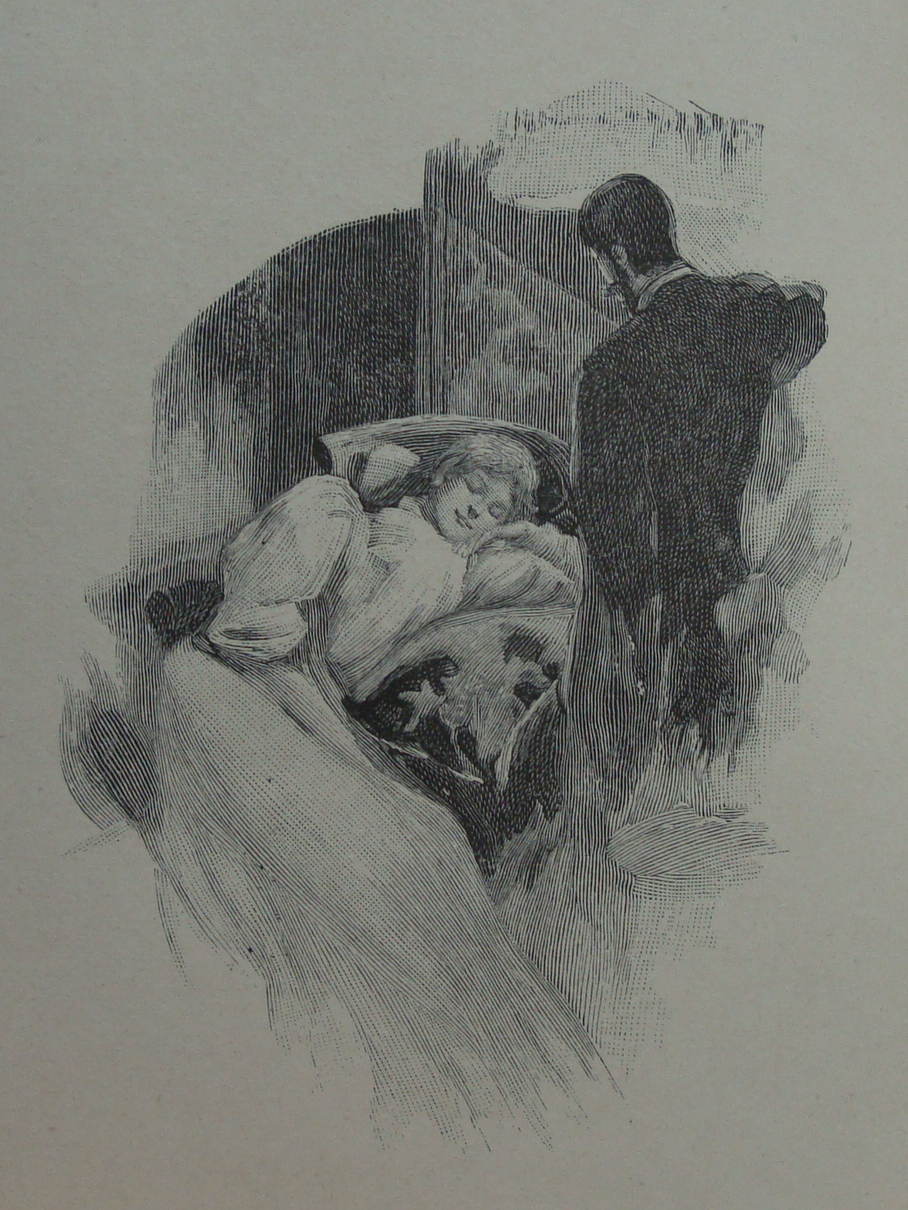
Le roi Apepi de Victor Cherbuliez.
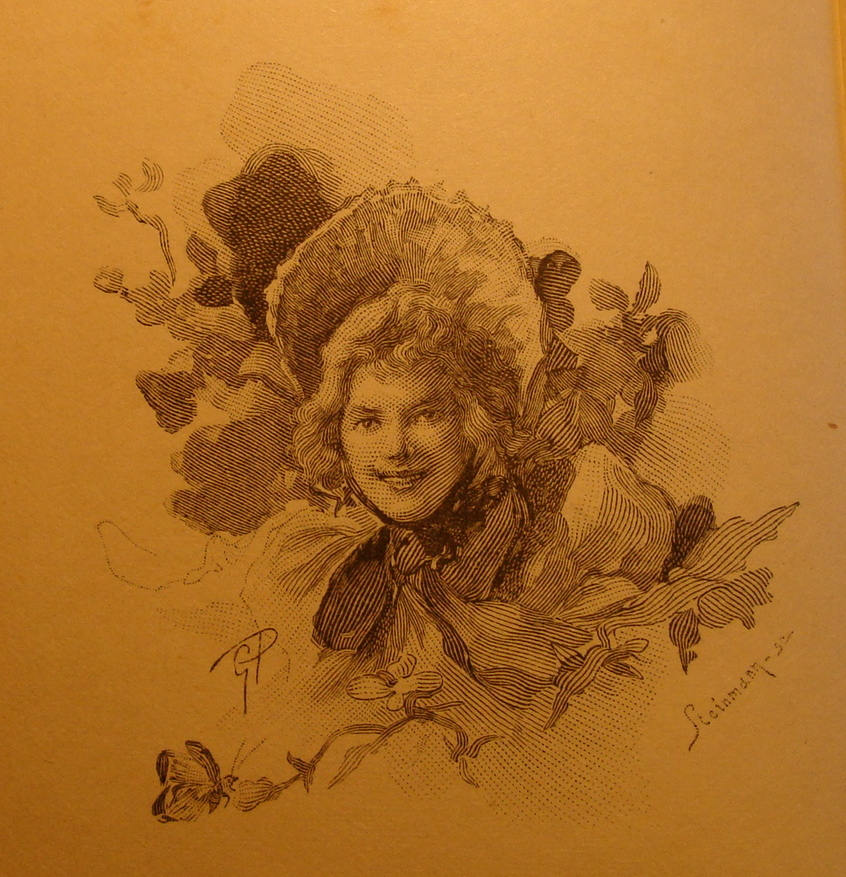
Séraphine de Charles Nodier.
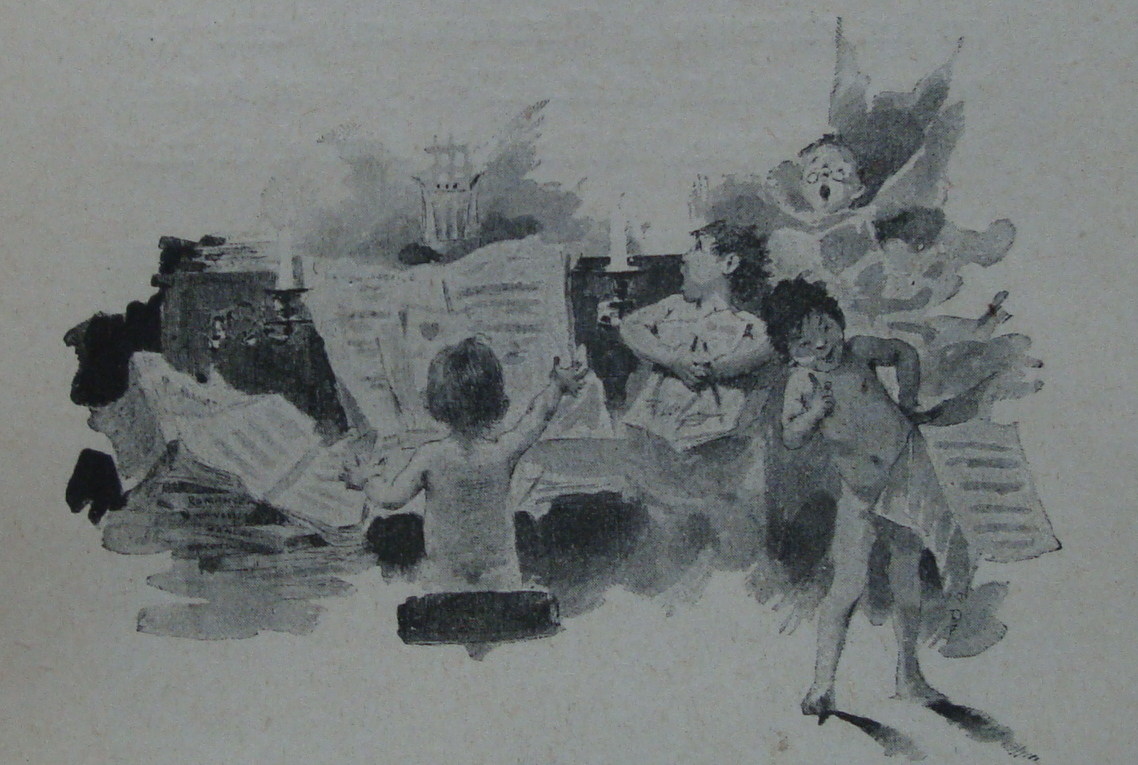
Tartarin de Tarascon d'Alphonse Daudet.

## Œuvres dans les collections publiques
En Argentine
- Buenos Aires, théâtre Colon : L'Apothéose.

En Autriche
- Vienne, ambassade de France : décoration de la salle à manger d'apparat et la salle des fêtes, 1905.

Aux États-Unis
Saint-Louis, musée d'art : deux peintures.
En France
- Lille, Opéra de Lille, foyer : La ronde des heures, au plafond, et La Musique et la Danse, deux tableaux ovales.
- Lyon, hôtel Château-Perrache, salon Gallé, ancienne salle à manger privée de l'hôtel Mercure.
- Paris :
  - hôtel de ville :
    - bibliothèque du Conseil : Vers la lumière, plafond[4].
    - galerie Lobau : médaillons Lutte, L'Industrie, L'Art, Rêverie, Réveil, Paix, Le Déclin, 1898.

  - Maison commune du 15e arrondissement : L'Aurore, plafond.
  - Petit Palais : Le Triomphe de la Femme, plafond de la rotonde sud-ouest réalisée en 1909 et 1920[5].

À Monte-Carlo
- Casino de Monte-Carlo, salle Schmit : Le Printemps et L'Automne, fresques.

## Galerie

Œuvres de Georges Picard
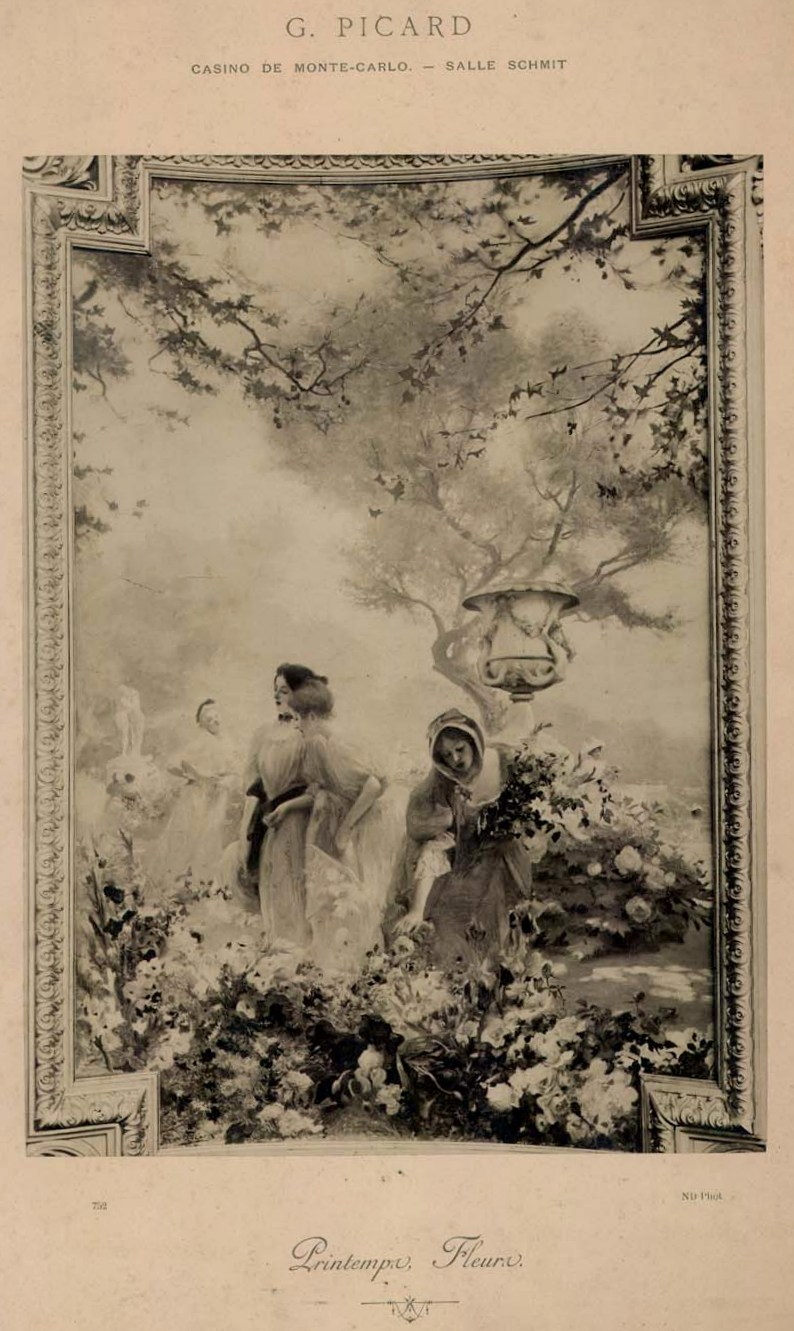
Le Printemps, casino de Monte-Carlo.
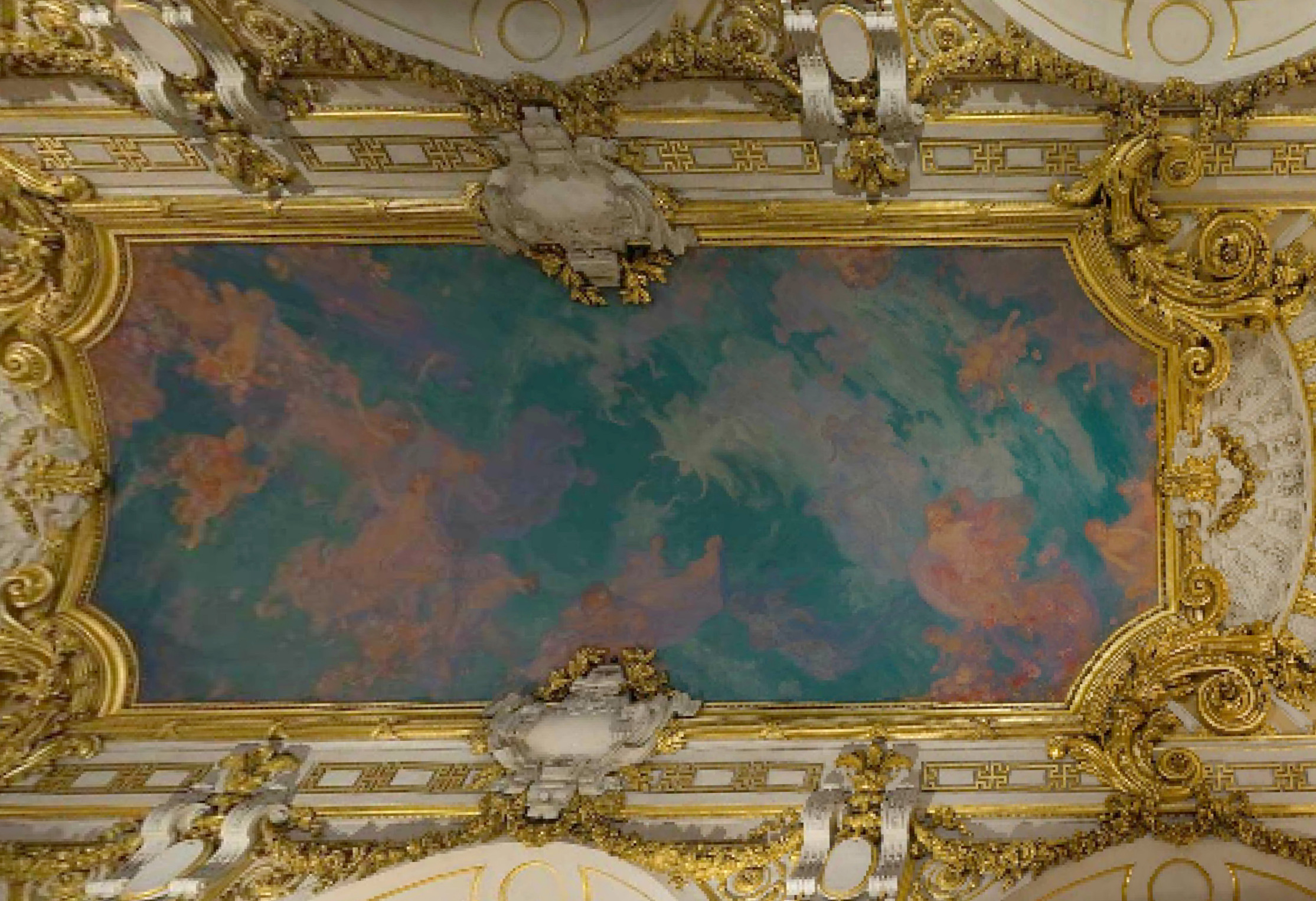
Plafond du foyer de l'Opéra de Lille.
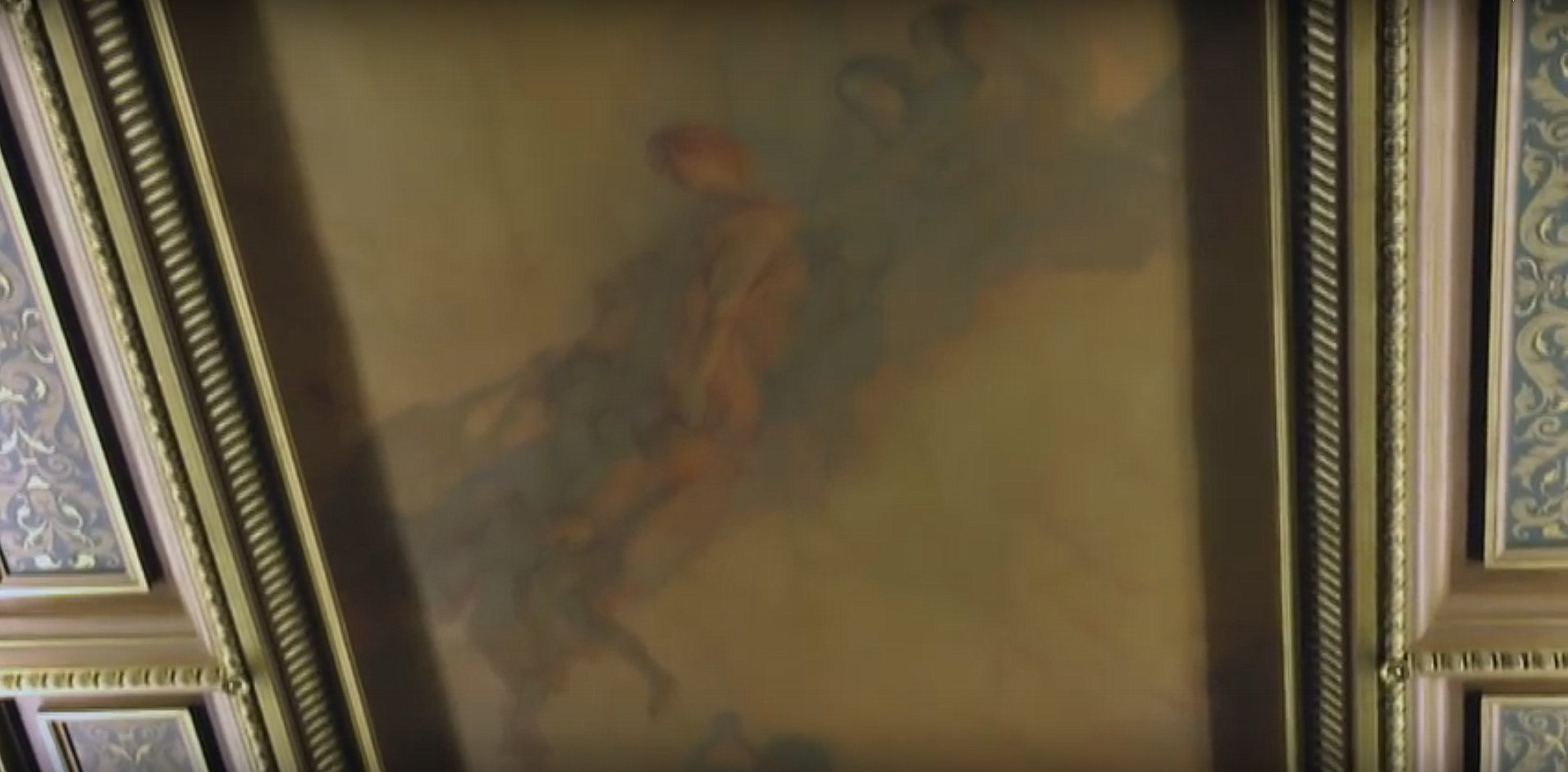
Vers la lumière, bibliothèque du Conseil de l'hôtel de ville de Paris.
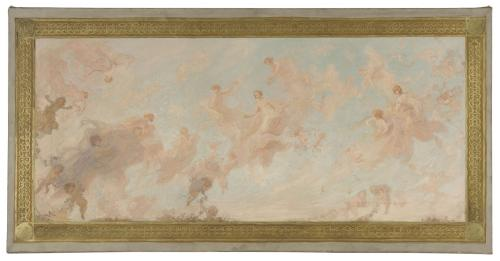
L'Aurore, Maison commune de la mairie du 15e arrondissement de Paris.
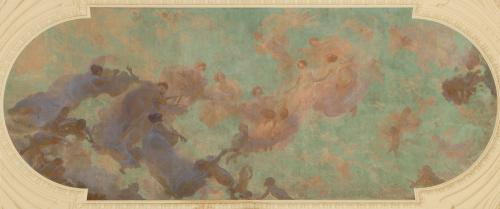
Le Triomphe de la Femme, plafond, Paris, Petit Palais.
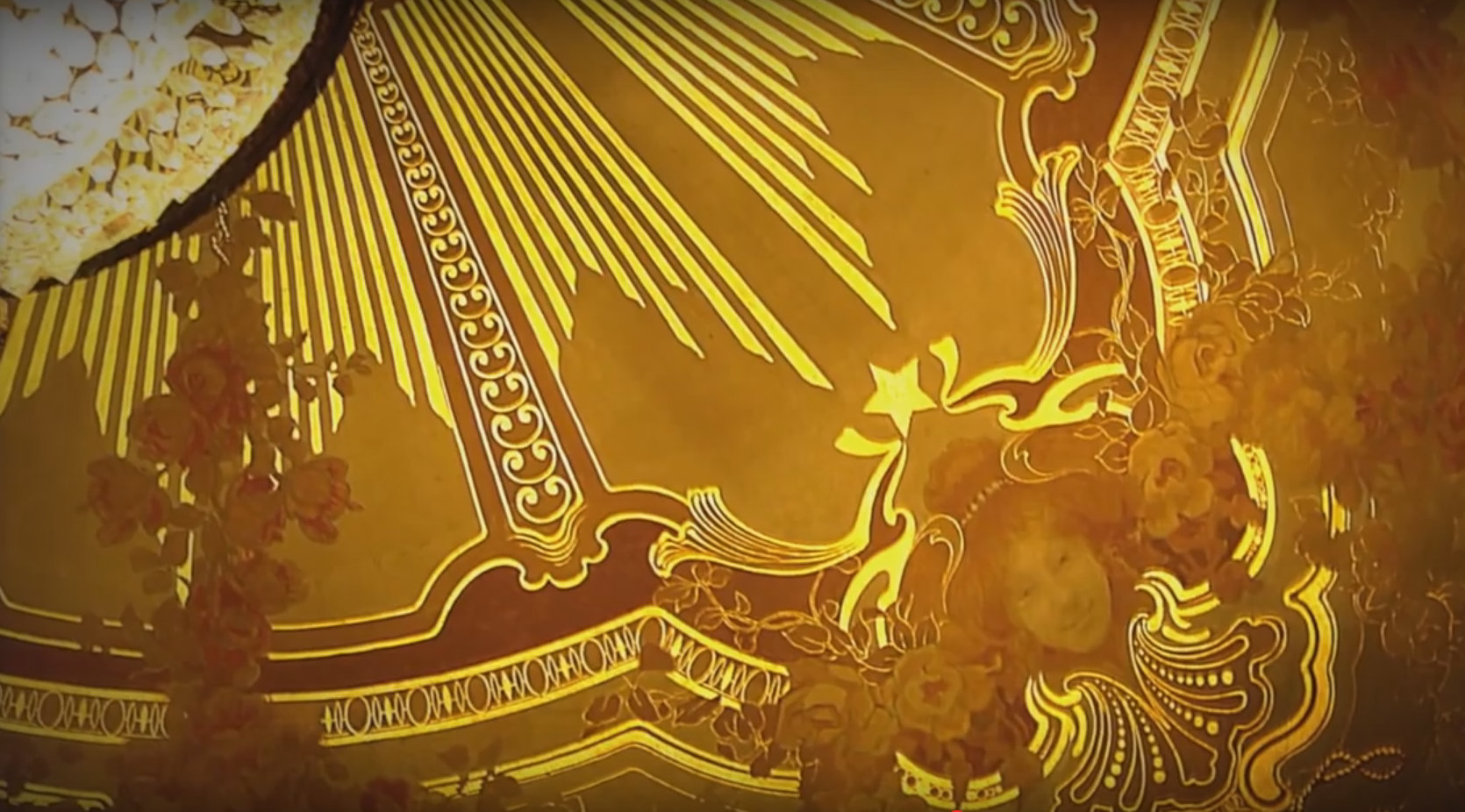
Vienne, ambassade de France.
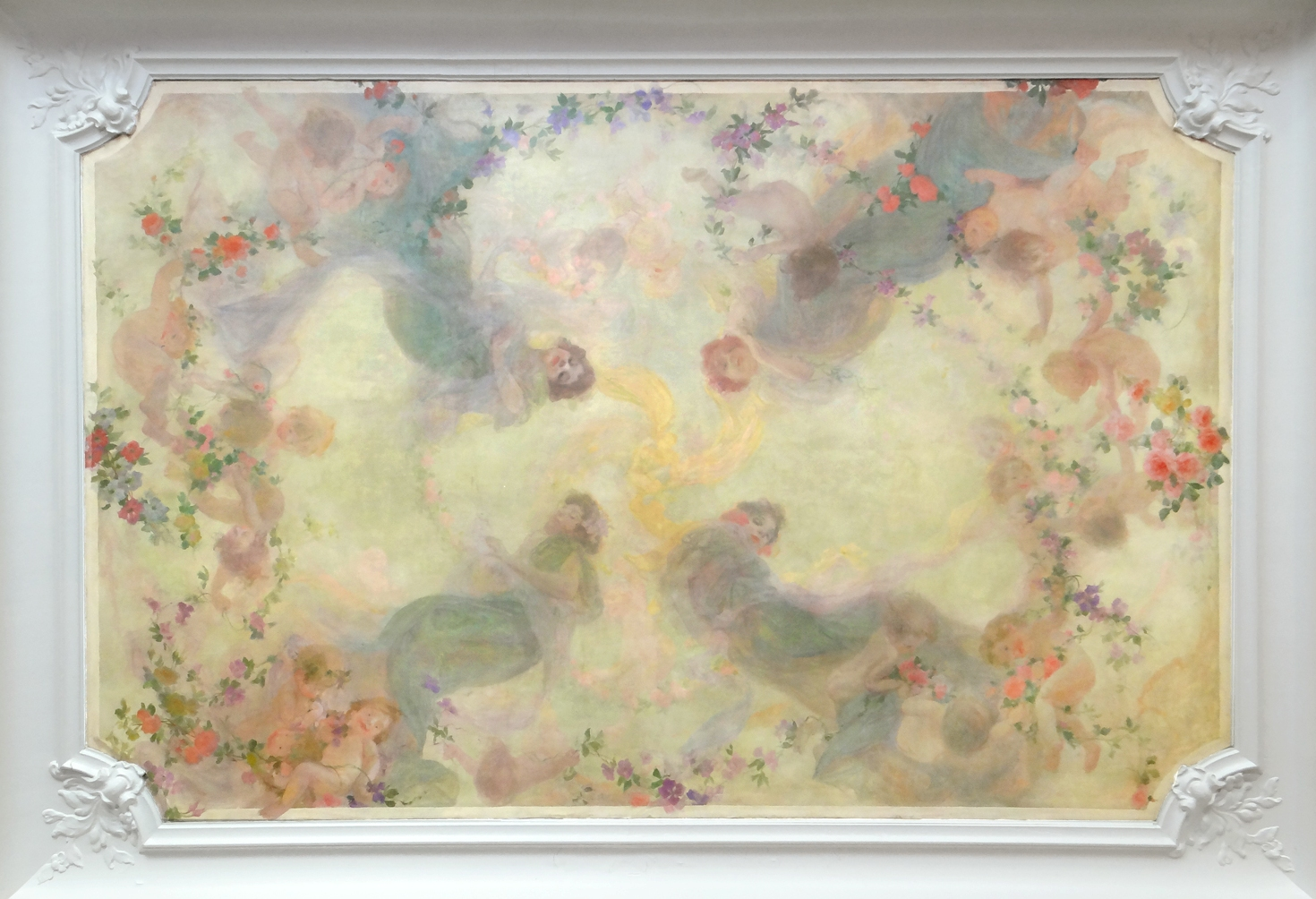
Plafond du salon Gallé de l'hôtel Château-Perrache à Lyon.
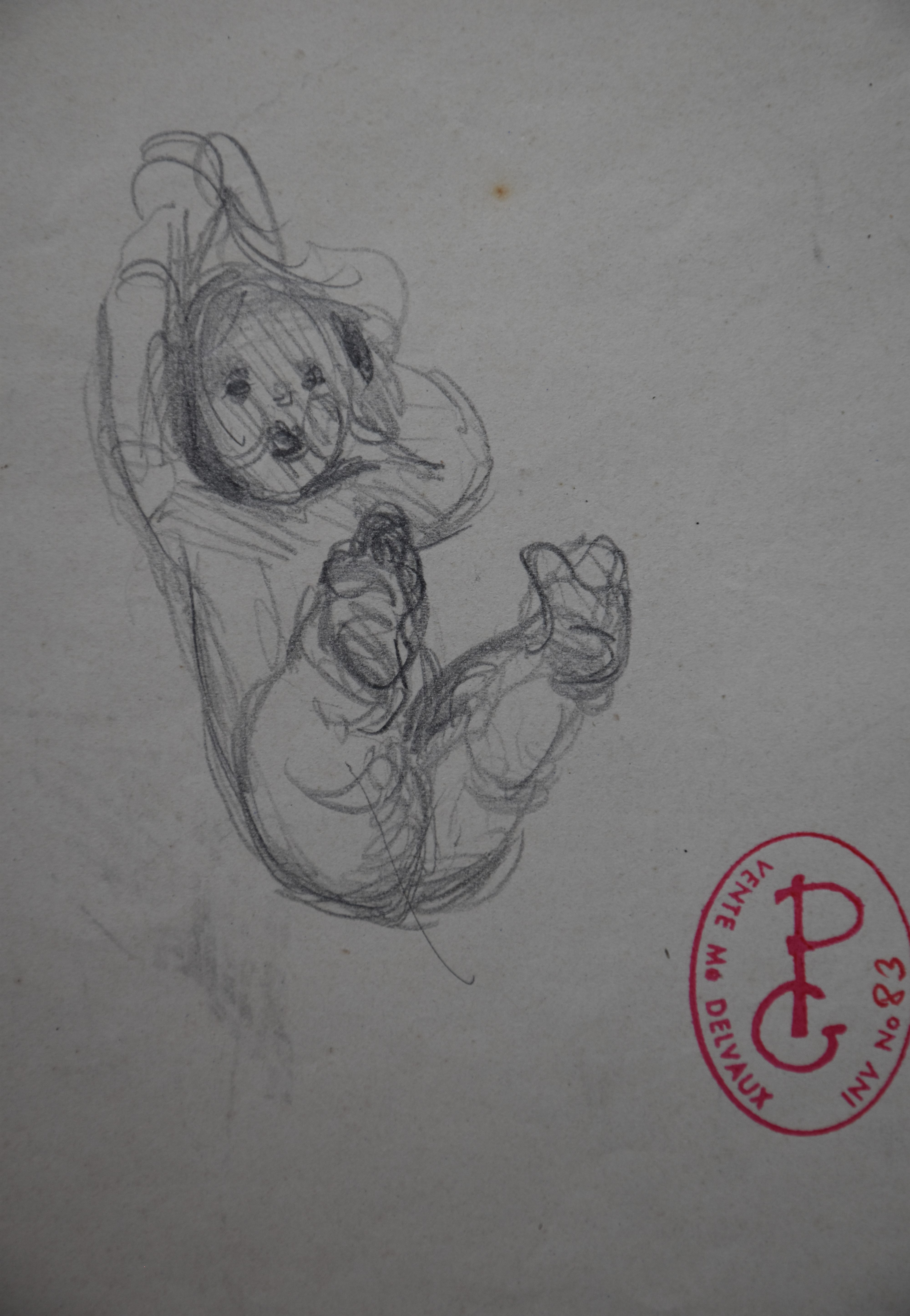
Enfant, dessin, crayon graphite